# Jennifer McClellan
Jennifer Leigh McClellan, född 28 december 1972 i Petersburg i Virginia, är en amerikansk politiker (demokrat). Hon är ledamot av USA:s representanthus sedan 2023.
McClellan gick i skola i Matoaca High School i Chesterfield County i Virginia och hon avlade 1994 kandidatexamen vid University of Richmond samt 1997 juristexamen vid University of Virginia.
McClellan vann fyllnadsvalet till USA:s representanthus i februari 2023 som hölls efter att Donald McEachin hade avlidit i november 2022.